# Augusto Matine
Augusto Matine (Lourenço Marques, 13 de fevereiro de 1947 – Maputo, 13 de outubro de 2020), foi um futebolista português que representou o Benfica, Vitória de Setúbal e Lusitano de Évora. Representou a seleção nacional por 9 ocasiões.

## Carreira
Matine representou o Benfica entre 1967 e 1973, com uma passagem pelo Vitória de Setúbal pelo meio. Entre 1973 e 1976, voltou a jogar pela equipa sadina, antes de envergar igualmente as camisolas de Portimonense, Lusitano de Évora, Desportivo das Aves, Estrela da Amadora e Torralta.
Mais tarde, enveredaria pela carreira de treinador, orientando o Estrela da Amadora, a seleção de Moçambique, o Ferroviário de Maputo e o Desportivo de Maputo.

### Seleção
Jogou 9 jogos pela seleção A portuguesa e 1 pela seleção de sub-21. A sua primeira internacionalização A deu-se em 10 de maio de 1970, no Estádio Nacional numa amigável frente à Itália, tendo entrado aos 46 minutos. Já a primeira partida oficial deu-se a 14 de outubro do mesmo ano frente à Dinamarca em Valby, numa vitória por 0-1, a contar para a fase de qualificação do Euro 72. Foi ainda convocado para a Minicopa (Torneio da Independência do Brasil), tendo atuado em 4 jogos, incluindo a vitória sobre a Argentina. Despediu-se da camisola das quinas no Estádio da Luz contra a Bulgária em jogo a contar para a qualificação para o Campeonato do Mundo de 1974.

## Morte
Faleceu em 13 de outubro de 2020, aos 73 anos.

## Títulos
Benfica
- Primeira Liga: 1970–71, 1972–73
- Taça de Portugal: 1969–70
- Taça de Honra: 1972–73